# Poleeni
La Centre culturel Poleeni (finnois : Kulttuurikeskus Poleeni) est un bâtiment construit à Pieksämäki en Finlande,.

## Histoire
Conçu par Kristian Gullichsen, Erkki Kairamo et Timo Vormala , le bâtiment est construit en 1989.
Le centre culturel Poleeni héberge la bibliothèque municipale, une salle pouvant accueillir 600 personnes et un espace d'expositions.
Il dispose aussi de salles de réunions (Poheemi, Aapeli, Ruohola).

## Galerie

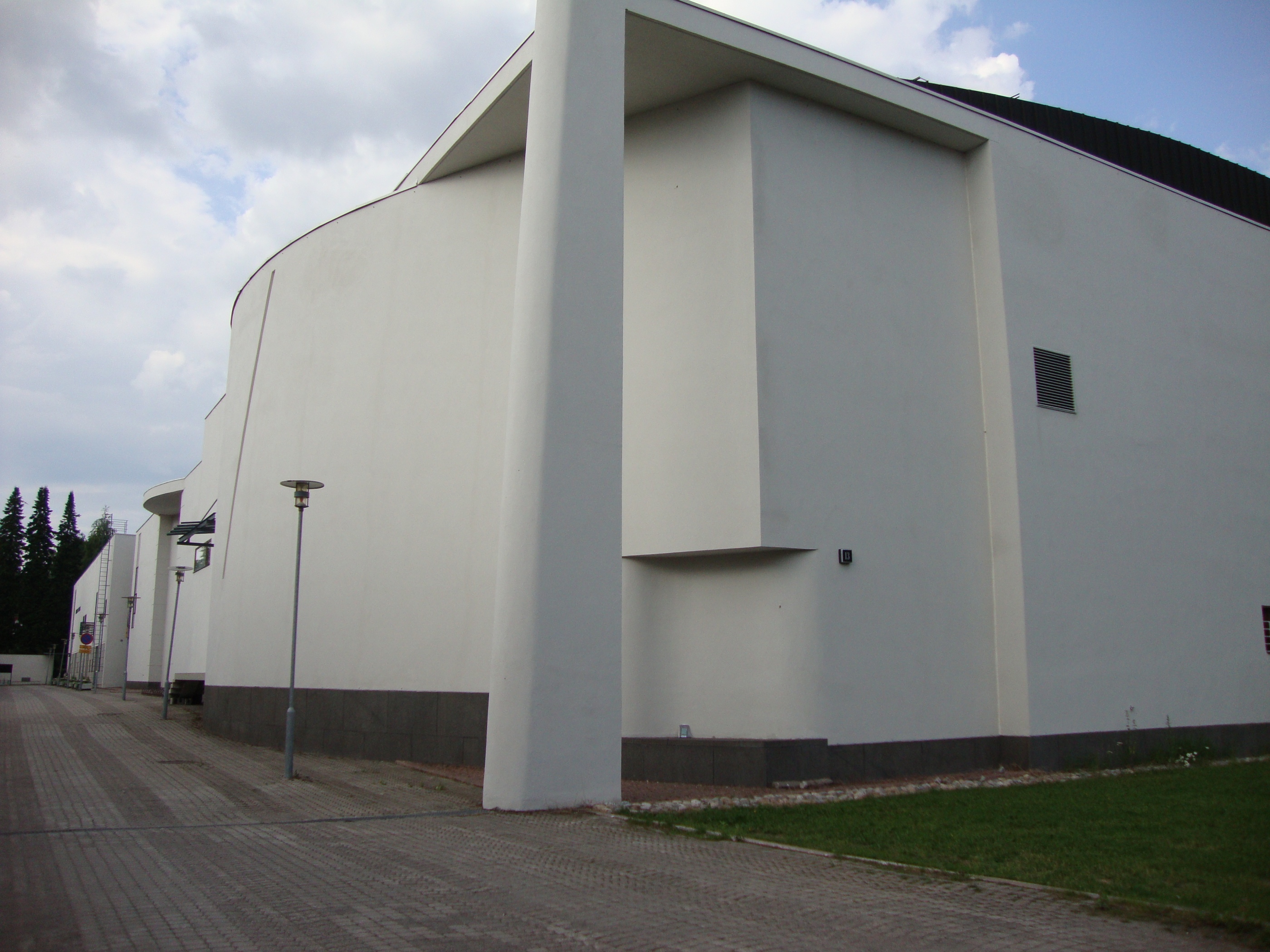
Poleeni.